# Sockel 1
Der Sockel 1 ist ein Prozessorsockel für den Intel i486 Prozessoren. Er wurde ursprünglich als Sockel für „Overdrive“-Prozessoren von Intel vorgesehen, entwickelte sich allerdings zum Standardsockel für i486-Hauptplatinen. Von Intel wurden nur wenige i486 „Overdrive“-Prozessoren entwickelt, der Pentium Overdrive benötigte einen neueren Sockel, mindestens den Nachfolger Sockel  2.
Der Sockel ist rückwärtskompatibel mit dem Vorläufer Sockel 486, der 168 Kontakte besitzt.